# Wanda Jakubowska
Wanda Jakubowska (n. 10 octombrie 1907, Varșovia, Imperiul Rus – d. 25 februarie 1998, Varșovia, Polonia) a fost o regizoare poloneză de film, scenaristă. 
S-a născut la Varșovia într-o familie de evrei. Din 1942 a deținut funcția de membră a Partidului Muncitoresc Polonez. Debutează cu filme documentare pe la începutul anilor 1930. În anii celui de-al Doilea Război Mondial a participat la Mișcarea de rezistență. Din 1942 s-a aflat în lagărele de concentrare de la Auschwitz și Ravensbrück. După eliberarea țării (1945) ea a realizat numeroase filme.

## Filmografie
- Ostatni etap / Ultima etapă (1947)[12]
- Żołnierz Zwycięstwa / Soldatul victorios (1955)
- O aventură pe coasta Atlanticului (Opowieść atlantycka, 1955)[12]
- Pożegnanie z diabłem / Adio diavolului (1956)
- Król Maciuś I / Regele Maciuś I (1958)[12]
- Spotkania w mroku / Întâlnire în întuneric (1960)[12]
- Historia współczesna / Istoria contemporană (1960)[12]
- Koniec naszego świata / Sfârșitul lumii noastre (1964)
- Gorąca linia / Mina în flăcări (1965)
- 150 na godzinę / 150 pe oră (1972)
- Biały mazur / Dansul alb (1979)[12]
- Zaproszenie / Invitația (1986)[12]
- Kolory kochania / Culorile dragostei (1988)[12]